# Pretioscopus medleri
Pretioscopus medleri är en insektsart som beskrevs av Webb 1976. Pretioscopus medleri ingår i släktet Pretioscopus och familjen dvärgstritar. Inga underarter finns listade i Catalogue of Life.